# Coleophora calligoni
Coleophora calligoni é uma espécie de mariposa do gênero Coleophora pertencente à família Coleophoridae.